# Labruyère (Oise)
Labruyère – miejscowość i gmina we Francji, w regionie Hauts-de-France, w departamencie Oise.
Według danych na rok 1990 gminę zamieszkiwało 721 osób, a gęstość zaludnienia wynosiła 299 osób/km² (wśród 2293 gmin Pikardii Labruyère plasuje się na 398. miejscu pod względem liczby ludności, natomiast pod względem powierzchni na miejscu 1098.).